# Mali az olimpiai játékokon
Mali 1964-ben vett részt első alkalommal az olimpiai játékokon, és azóta minden nyári sportünnepre küldött sportolókat, kivéve mikor 1976-ban csatlakozott a többi afrikai ország közös bojkottjához. Mali sosem szerepelt még a téli olimpiai játékokon.
Mali egyetlen olimpikonja sem szerzett még érmet.
A Mali Nemzeti Olimpiai és Sportbizottság 1962-ben alakult meg, a NOB 1963-ban vette fel tagjai közé.